# Neda (Grecia)
Neda (in lingua greca: Νέδα) è un villaggio della Grecia, appartenente alla prefettura della Messenia, capoluogo del comune di Eira.

## Geografia fisica
Neda è una piccola località posta sul bordo sud-occidentale dei monti Licei. Situata nelle vicinanze di Andritsaina (prefettura dell'Elide) e dell'antico tempio di Apollo Epicurio.

## Storia
In precedenza il paese si chiamava Berekla, nome che indicava una origine slava degli abitanti. Il nome attuale deriva dal fiume Neda, le cui sorgenti si trovano nel vicino villaggio di Petra e il delta nel Golfo di Kiparissia (Mar Ionio). A sua volta il nome fiume e il nome del villaggio erano fatti risalire, secondo una tradizione mitologica dell'antica Grecia, alla ninfa Neda la quale sarebbe stata una delle nutrici di Zeus.